# TAI TFX
TFX je predlagani turški enomotorni stealth lovec 5. generacije.Nov lovec naj nasledil lovce F-16, ki so v uporabi pri turških letalskih silah. Turčija sicer sodeluje tudi pri F-35.
TFX razvijata podjetji Turkish Aerospace Industries (TAI) in Tusaş Engine Industries (TEI). TEI se bo osredotočil na motorje, TAI pa na trup in druge komponente.Možno je tudi sodelovanje s švedskim Saab-om. 
Novo letalo bo uporabljalo tehnologijo manjše radarske opaznosti - stealth, imelo bo notranje nosilce za orožje in bo imelo možnost superkrižarjenja. Uporabili bodo tudi radar tipa AESA .Motor bodo najverjetneje izbrali med zahodnimi proizvajalci kot so General Electric, Pratt & Whitney in Rolls-Royce. Izbira motorja bo vplivala na dizajn.
Turške letalske sile naj bi kupile 250+ TFX. Bodoče turška flota bo sestavljenja iz TFX, F-35 in F-16 Block 50+.